# Fox River State Penitentiary
Fox River State Penitentiary is een fictieve gevangenis uit de Amerikaanse serie Prison Break en Breakout Kings. De gevangenis waarin de serie is opgenomen is Joliet Prison, in Joliet.
In Fox River State Penitentiary zaten de acht ontsnapte gevangenen.

## Directeurs
Fox River State Penitentiary heeft in de serie twee directeurs gehad:
- Henry Pope, die in seizoen 1 de leiding heeft over Fox River. Hij neemt echter ontslag na de ontsnapping;
- Ed Pavelka is de opvolger van Pope. In de aflevering 'The Killing Box' zegt hij in een interview dat Fox River onder zijn leiding met harde hand bestuurd zal worden.